# Ayodhya
Ayodhia ([əˈjoːdʱːjaː]ⓘ (del hindi: अयोध्या) es una ciudad india ubicada sobre la orilla del río sagrado de Sarayu en el norte de la India, capital del distrito homónimo, en el estado de Uttar Pradesh.  En la antigüedad, Aiodhia fue una de las más grandes ciudades de la India; actualmente es una de las siete ciudades santas del hinduismo. Fue la capital de Kosala, según los textos del hinduismo.
La ciudad de Ayodhya, también conocida como Saket, es una antigua ciudad de la India, es el lugar de nacimiento de Bhagwan Shri Ram y el escenario de la gran epopeya Ramayana. Ayodhya solía ser la capital del antiguo Reino de Kosala. Tiene una altitud promedio de 93 metros (305 pies). Debido a que se cree que es el lugar de nacimiento de Bhagwan Shri Ram, Ayodhya (Awadhpuri) es considerada como primera entre los siete lugares de peregrinación más importantes (Mokshdayini Sapt Puris) para los hindúes.
Según se describe en el Ramaiana (texto datado entre el siglo V y el siglo I a. C) del sabio Valmiki, en Aiodhia nació el rey Rāma, actualmente uno de los dioses más populares del hinduismo.
En el siglo XVI el emperador mogol Babur, construyó una mezquita sobre un sitio tradicionalmente asociado a un antiguo templo hinduista que indicaba el lugar de nacimiento del dios Rama.

## Significado en el hinduismo
Ayodhia es un lugar importante para el peregrinaje de los Hindús. Un verso de la Brahmanda Purana llama a Ayodhia como la ciudad más sagrada para el peregrinaje, tan importante como Mathura, Haridwar, Varanasi, Kanchi, y Ujjain.

## Controversia en torno a la mezquita
En la década de 1980, el Vishwa Hindu Parishad (VHP), perteneciente a la corriente principal de la familia nacionalista hindú Sangh Parivar, lanzó un nuevo movimiento para "recuperar" el sitio para los hindúes y erigir un templo dedicado al niño Rama (Ramlala) en este lugar. El Partido Bharatiya Janata (BJP), formado en 1980 a partir de los restos de Jana Sangh, se convirtió en el rostro político de la campaña. En 1986, un juez de distrito dictaminó que se reabrirían las puertas y se permitiría a los hindúes rezar en el interior, lo que dio un gran impulso al movimiento. En septiembre de 1990, el líder del BJP, L. K. Advani, inició un "rath yatra" (procesión de peregrinaje) a Ayodhya para generar apoyo para el movimiento. Advani declaró más tarde en sus memorias: "Si los musulmanes tienen derecho a una atmósfera islámica en La Meca, y si los cristianos tienen derecho a una atmósfera cristiana en el Vaticano, ¿por qué está mal que los hindúes esperen una atmósfera hindú en Ayodhya?". El yatra provocó disturbios comunales en muchas ciudades a su paso, lo que llevó al gobierno de Bihar a arrestar a Advani. A pesar de esto, un gran número de 'kar sevaks' o activistas de Sangh Parivar llegaron a Ayodhya e intentaron atacar la mezquita. Fueron detenidos por la policía de Uttar Pradesh y las fuerzas paramilitares, lo que provocó una batalla campal en la que murieron varios kar sevaks. Acusando al gobierno central liderado por V.P. Singh de ser débil, el BJP retiró su apoyo, necesitando nuevas elecciones. En estas elecciones, el BJP obtuvo la mayoría en la asamblea legislativa de Uttar Pradesh y aumentó su proporción de escaños en el Lok Sabha. 
El 6 de diciembre de 1992, el VHP y sus asociados, incluido el BJP, organizaron una manifestación en la que participaron 150.000 miembros del VHP y BJP en el lugar de la mezquita. La ceremonia incluyó discursos de los líderes del BJP como Advani, Murli Manohar Joshi y Uma Bharti. La multitud se puso nerviosa durante los discursos y asaltó la mezquita poco después del mediodía. Un cordón policial colocado allí para proteger la mezquita fue superado en número. La mezquita fue atacada con una serie de herramientas improvisadas y derribada al suelo en unas pocas horas. Esto ocurrió a pesar del compromiso del gobierno estatal con la Corte Suprema de la India de que la mezquita no sufriría daños. Más de 2000 personas murieron en los disturbios que siguieron a la demolición. Estallaron disturbios en muchas de las principales ciudades indias, como Mumbai, Bhopal, Delhi e Hyderabad. 
El 16 de diciembre de 1992, el Gobierno de la India creó la Comisión Liberhan para investigar las circunstancias que llevaron a la demolición de la mezquita de Babri. Fue la comisión de más larga duración en la historia de la India con varias prórrogas otorgadas por varios gobiernos. El informe encontró a varias personas culpables de la demolición, incluidos líderes del BJP como Atal Bihari Vajpayee, Lal Krishna Advani, Murli Manohar Joshi, el entonces ministro en jefe de Uttar Pradesh, Kalyan Singh, Pramod Mahajan, Uma Bharti y Vijayaraje Scindia, así como líderes de VHP, como Giriraj Kishore y Ashok Singhal. Otros líderes políticos prominentes acusados por la comisión incluyen al difunto jefe de Shiv Sena, Bal Thackeray, y al exlíder del RSS K. N. Govindacharya. Basándose en los testimonios de varios testigos presenciales, el informe afirma que muchos de estos líderes habían pronunciado discursos provocadores en la manifestación que provocó la demolición. También afirmó que podrían haber detenido la demolición si así lo hubieran deseado.
Muchas organizaciones musulmanas han seguido expresando su indignación por la destrucción de la estructura en disputa. En julio de 2005, terroristas atacaron el templo improvisado en el lugar de la mezquita destruida. En 2007, M.N. Gopal Das, entonces jefe del templo Ram, recibió llamadas telefónicas amenazando su vida. Muchos ataques terroristas de grupos yihadistas prohibidos, como los muyahidines indios, citaron la demolición de la mezquita de Babri como una excusa para los ataques terroristas.